# Verwaltungsgemeinschaft Wemding
Die Verwaltungsgemeinschaft Wemding liegt im schwäbischen Landkreis Donau-Ries und wird von folgenden Gemeinden gebildet:
1. Fünfstetten, 1350 Einwohner, 26,71 km²
2. Huisheim, 1629 Einwohner, 22,77 km²
3. Otting, 815 Einwohner, 13,39 km²
4. Wemding, Stadt, 5768 Einwohner, 31,60 km²
5. Wolferstadt, 1091 Einwohner, 30,67 km²

Sitz der Verwaltungsgemeinschaft ist Wemding.